# کتیبه سه‌زبانه گالی
کتیبه سه‌زبانه گالی سنگ‌نوشته‌ای است که توسط دریانورد معروف چینی چنگ هه در قرن پانزدهم میلادی و در جریان یکی از سفرهای اکتشافی وی به زبان‌های فارسی، تامیلی و چینی نوشته شده است و در شهر گالی سریلانکا نصب شده است. این سنگ‌نوشته در سال ۱۹۱۱ کشف شد و اکنون در موزه ملی کلمبو نگهداری می‌شود.
متن آن مربوط به هدایایی است که او و دیگران به قله آدام در سریلانکا داده‌اند. در کتیبه چینی نذورات به بودا، در کتیبه فارسی به الله و در کتیبه تامیلی به تنوارای نایانار تقدیم شده است. دریاسالار برکات خدایان هندو را برای جهانی صلح‌آمیز که بر پایه تجارت بنا شده بود، آوره است.